# Pontiac Ventura
Pontiac Ventura – samochód osobowy klasy wyższej, a następnie klasy średniej produkowany pod amerykańską marką Pontiac w latach 1960–1961 oraz ponownie 1971 – 1977.

## Pierwsza generacja

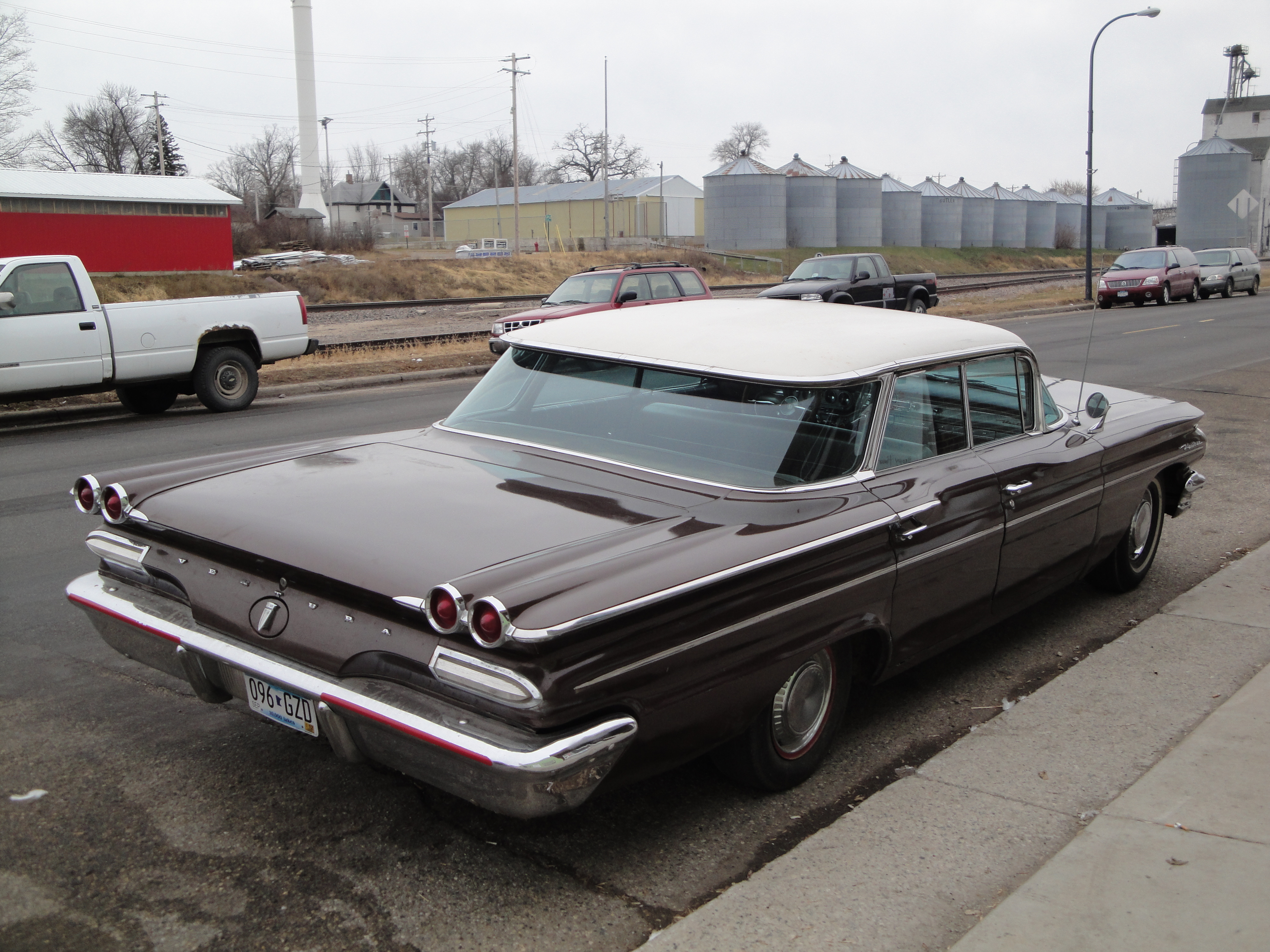
Pontiac Ventura I – tył

Pontiac Ventura I został zaprezentowany po raz pierwszy w 1960 roku.
Na początku lat 60. XX wieku Pontiac przedstawił nowy model Ventura, który został opracowany na platformie koncernu General Motors B-body wykorzystanej także do pokrewnych konstrukcji Buicka i Oldsmobile.
Samochód utrzymany został w awangardowych proporcjach, wyróżniając się dużą chromowaną atrapą chłodnicy, a także szeroko rozstawionymi podwójnymi reflektorami. Dach zyskał białe malowanie, z kolei tylną część nadwozia zdobiły podwójne lampy umieszczone w odrębnych kloszach.
Po trwającej rok produkcji, pierwsza generacja modelu Ventura została włączona do gamy innego modelu Catalina jako jeden z wariantów wyposażeniowych.

### Silniki
- V8 6.4l
- V8 6.9l

## Druga generacja

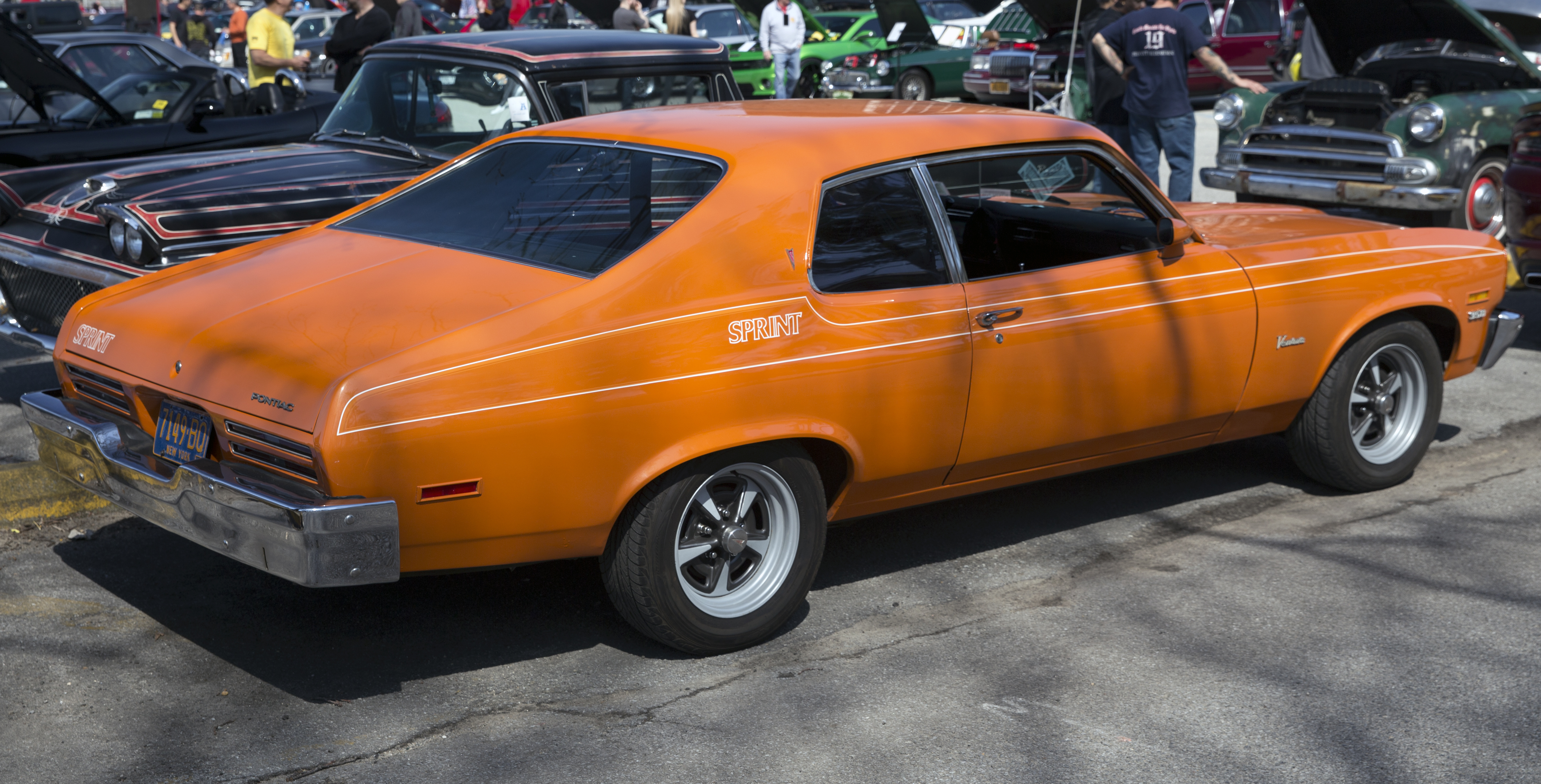
Pontiac Ventura II – tył

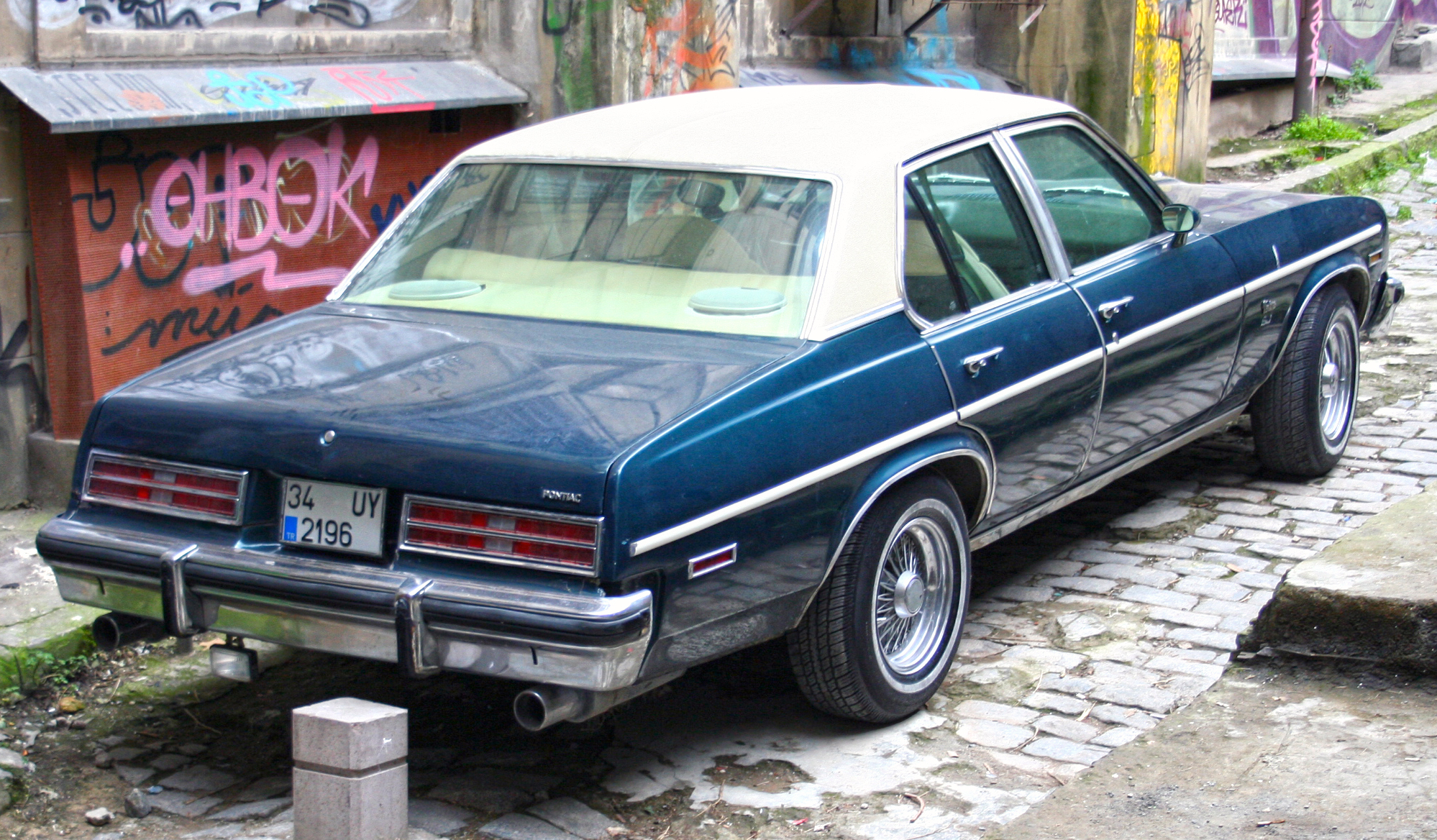
Pontiac Ventura II Sedan

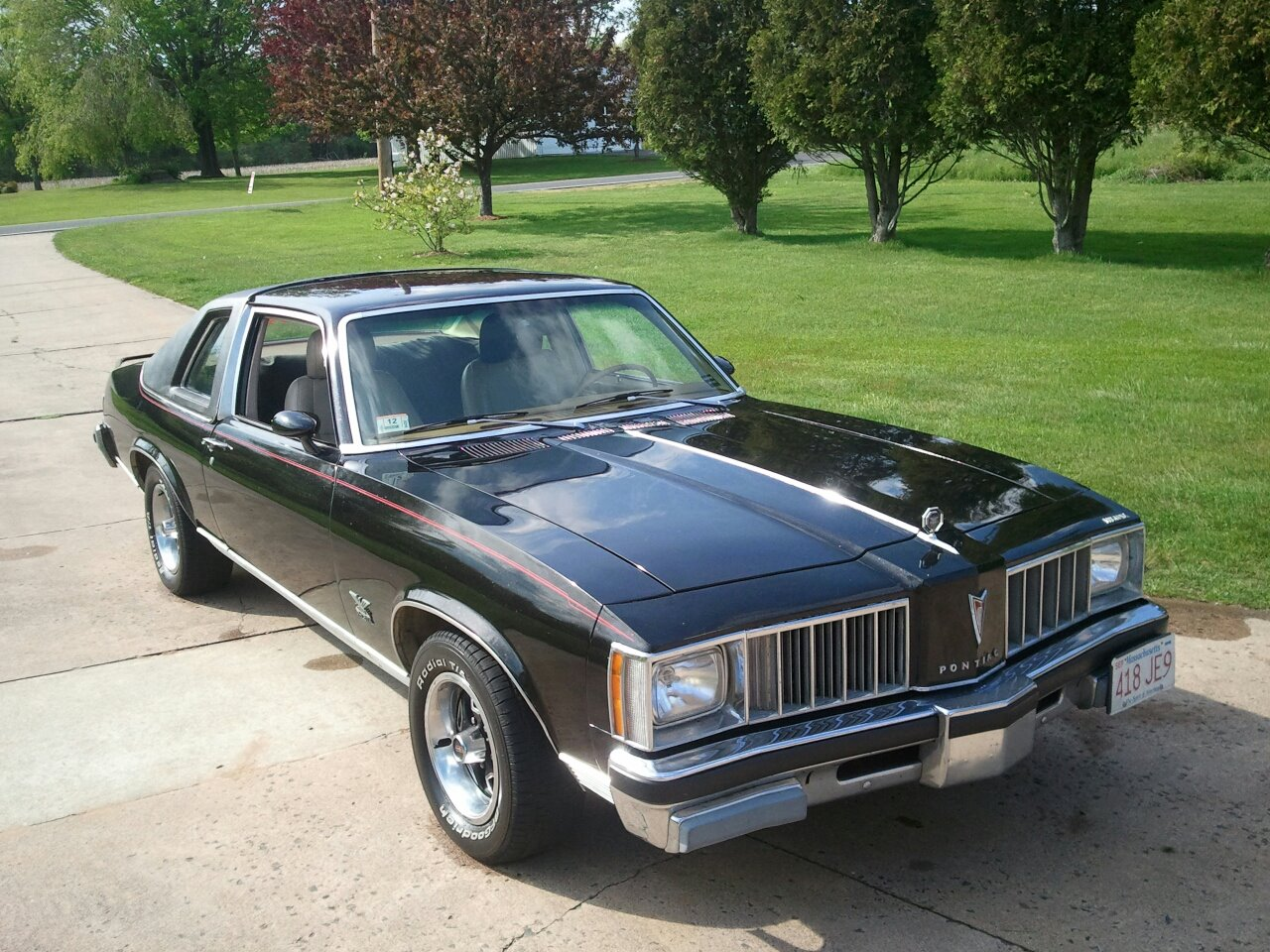
Pontiac Phoenix – model po liftingu

Pontiac Ventura II został zaprezentowany po raz pierwszy w 1971 roku.
Po 10 latach przerwy, Pontiac powrócił do używania nazwy Ventura na rzecz nowego, średniej wielkości modelu zbudowanego w ramach koncernu General Motors na platformie X-body.
Podobnie do bliźniaczych modeli Buicka, Chevroleta i Oldsmobile, druga generacja modelu Phoenix wyróżniała się obłymi nadkolami, szeroko rozstawionymi reflektorami, a także dużą dwuczęściową atrapą chłodnicy.

### Lifting i zmiana nazwy
W 1977 roku druga generacja Pontiaka Ventura przeszła obszerną modernizację nazwozia, w ramach której zmieniona została nazwa na rzecz nazwy Phoenix. Zmienił się głównie wygląd pasa przedniego.

### Silniki
- L4 2.5l Iron Duke
- L6 4.1l Chevrolet
- V6 3.8l Buick
- V8 5.0l LG3
- V8 5.0l 307
- V8 5.7l Chevrolet
- V8 5.8l Pontiac